# 瑞应麒麟图
《瑞應麒麟圖》中國明代儒林郎翰林院修撰沈度作于永樂十二年（1414年），描繪1414年鄭和下西洋時榜葛剌國進貢的長頸鹿（畫中稱為麒麟）。原畫上部有《瑞應麒麟頌序》，從左邊緣寫滿到右邊緣，共二十四行。《瑞應麒麟圖》有二枚印章，在畫幅緊左邊緣中央。從畫中的長頸鹿花紋推測，當時來到中國的可能是索馬利亞的網紋長頸鹿（學名：Giraffa camelopardalis reticulata）
《瑞應麒麟圖》今藏臺灣國立故宮博物院。

## 題跋
瑞應麒麟頌。有序并圖。欽惟皇帝陛下。嗣承太祖高皇帝洪基。德化流行。協和萬邦。三光順序。百靈効職。由是騶虞至。嘉禾生。甘露降。黃河清。醴泉溢。諸福之物。莫不畢至。廼永樂甲午（西元一四一四年）秋九月。麒麟出榜葛刺國。表進於朝。臣民聚觀。欣慶倍萬。臣聞聖人有至仁之德。通乎幽明。則麒麟出。斯皆皇帝陛下與天同德。恩澤廣被。草木昆蟲。飛潛動植之物。皆得生遂。故和氣融結。降生麒麟。以為國家萬萬年太平之徵。臣度忝列侍從。恭覩嘉瑞。百年稽首。謹獻頌曰。於赫聖皇。廼武廼文。嗣登寶位。致治法古。萬方底定。三辰順序。兩暘時若。歲稔黍稌。民俗熙熙。無間夷阻。思神百靈。亦得其所。和氣薰蒸。溢于寰宇。乃降禎祥。澤被鱗羽。嘉禾穰穰。河清湑湑。騶虞實來。醴泉甘露。諸福畢臻。維天之助。維天之助。申命眷顧。維十二年。歲在甲午（西元一四一四年）。西南之陬。大海之滸。實生麒麟。形高丈五。麕身馬蹄。肉角膴膴。文采燁煜。玄雲紫霧。趾不踐物。游必擇土。舒舒徐徐。動循矩度。聆其和鳴。音叶鐘呂。仁哉茲獸。曠古一遇。昭其神靈。登于天府。群臣歡慶。爭先快覩。岐鳳鳴周。洛龜呈禹。百萬斯年。合苻同矩。大瑞茲至。聖皇在御。登三邁五。天錫聖皇。永昌寶祚。臣職詞林。繆叨紀著。詠詩以陳。頌歌聖主。儒林郎翰林院脩撰。臣沈度謹進。

## 《瑞應麒麟圖》臨摹本
《瑞應麒麟圖》有兩種臨摹本：

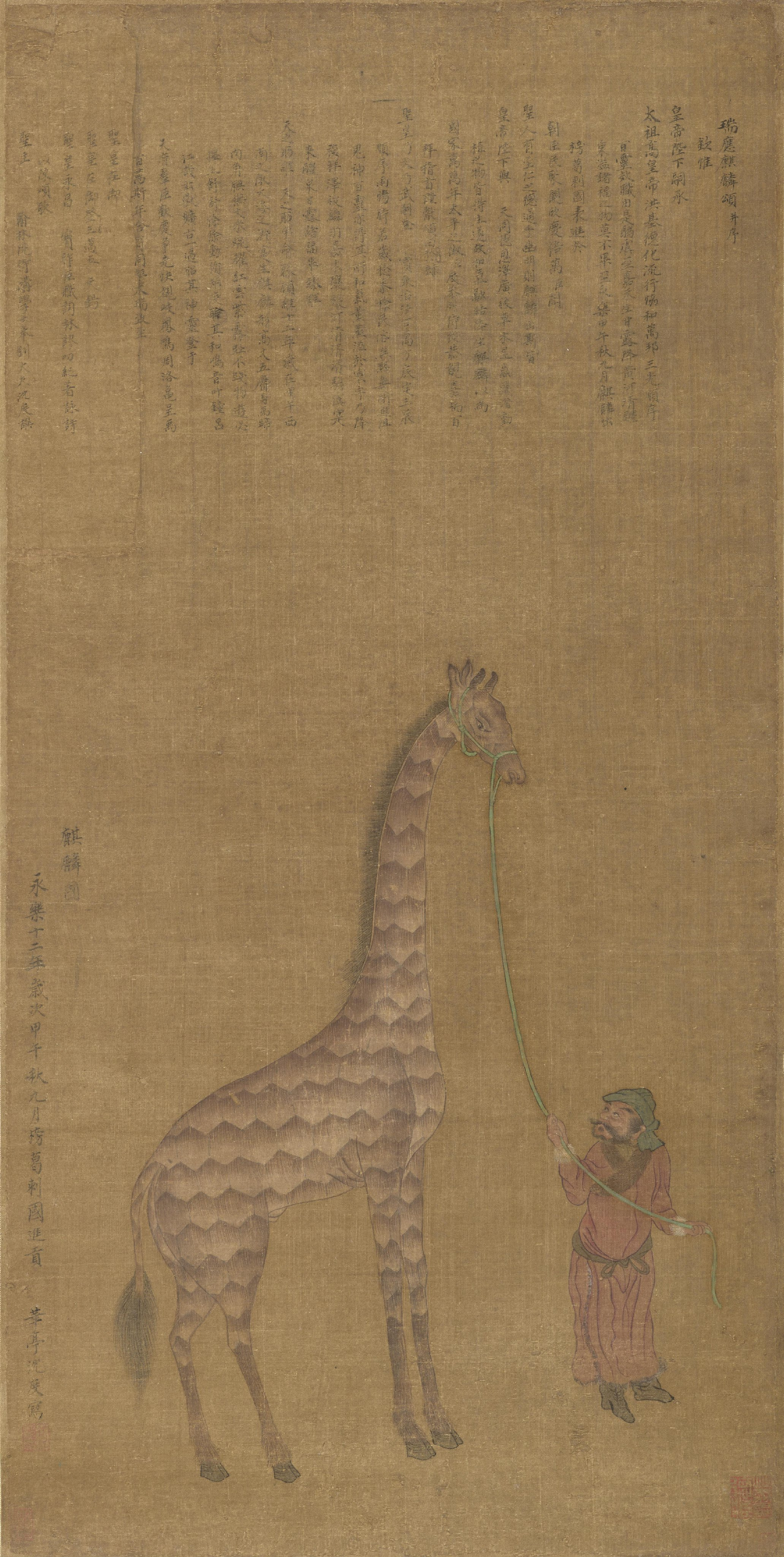
明代華亭臨摹本《瑞應麒麟圖》。

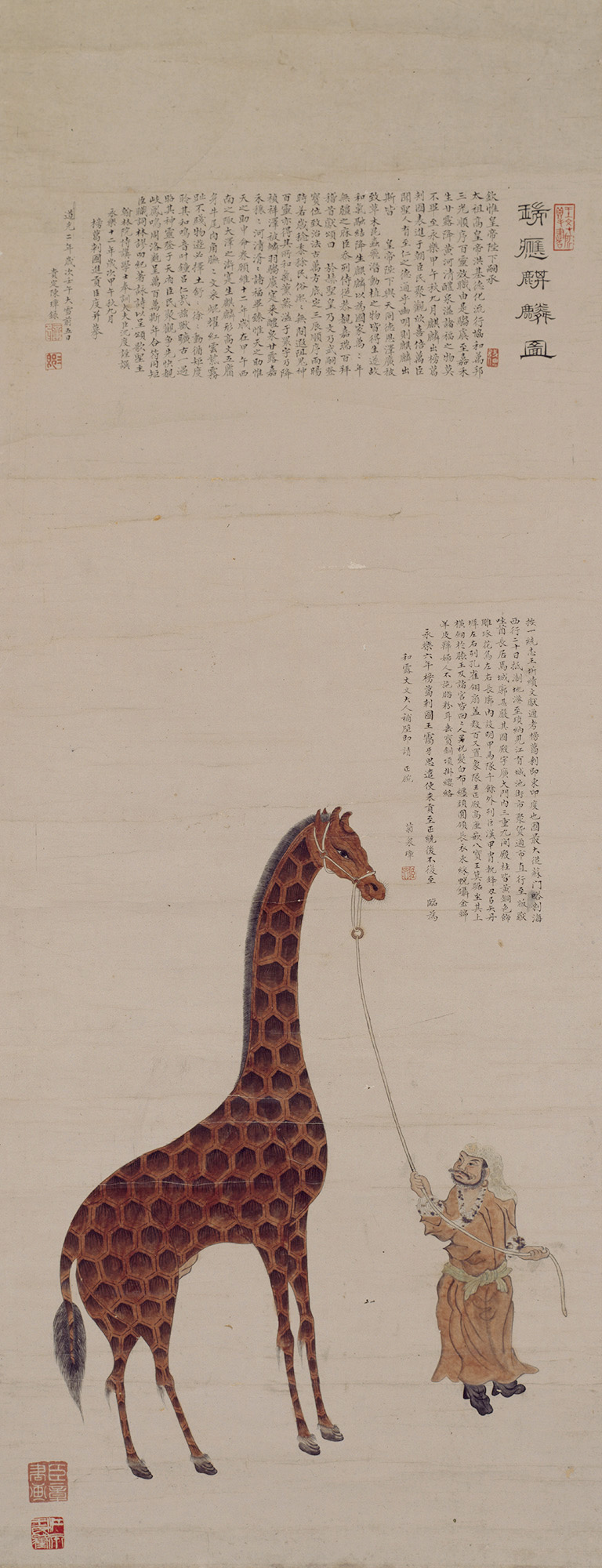
清代陳璋《榜葛剌進麒麟圖》

1. 明代華亭沈度臨摹，圖中的麒麟，身上有鋸齒紋。此圖原歸李印泉收藏。後爲美國收藏家 John T Dorrance 購得。現藏美國費城藝術博物館。
2. 清代陳璋描臨《榜葛剌進貢麒麟圖》。現藏中國國家博物館，長度:30x686.3幹。

《榜葛剌進貢麒麟圖》常被誤會爲《瑞應麒麟圖》，此作實爲清代畫家陳璋描臨《瑞應麒麟圖》而得。《榜葛剌進貢麒麟圖》並無24行《瑞應麒麟頌序》，僅代以9行題詞；《榜葛剌進貢麒麟圖》二枚印章亦非置于畫幅緊左邊緣中央，而在畫幅左下角。此外，《瑞應麒麟圖》中的長頸鹿花紋較不明顯，但《榜葛剌進貢麒麟圖》中花紋對比則較强烈。